# 금천동초등학교
금천동초등학교는 대한민국 전라남도 나주시 금천면 석전리 129-3에 있었던 공립 초등학교이다.

## 역사
- 1968년 3월 1일 : 금천국민학교 금마분교장 설립
- 1971년 2월 3일 : 금천국민학교 금마분교장 개교
- 1972년 4월 1일 : 금천동국민학교 승격
- 1984년 3월 21일 : 병설유치원 개원
- 1996년 3월 1일 : 금천동초등학교 명칭 변경
- 1996년 10월 24일 : 급식학교 급식시설 설비
- 1997년 12월 9일 : 표준학교 가꾸기 설명회
- 2009년 2월 19일 : 제37회 졸업(총 1158명)
- 2009년 3월 1일 : 금천초등학교로 통폐합